# Saryarka
Saryarka - Estepa y lagos del Kazajistán septentrional es una parte de las Tierras altas kazajas (conocidas en kazajo como saryarka o «cordillera amarilla») que ha sido designado un lugar Patrimonio de la Humanidad por la Unesco. Fue inscrita el 7 de julio de 2008 y es el único lugar patrimonio de la humanidad natural en Kazajistán.
El lugar comprende la Reserva natural estatal de Naurzum (ubicada en la provincia de Kostanay) y la Reserva natural estatal de Korgalzhyn (ubicada en la provincia de Akmola). Las dos reservas contienen pantanos que sirven como importantes puntos donde hacen escala las aves migratorias de África, Europa y Asia meridional. Se calcula que hay 15–16 millones de aves, incluyendo muchas especies en peligro de extinción, que usan este lugar como terreno de alimentación. Los flamencos rosas en particular son una gran atracción dentro de la reserva de Korgalzhyn.
El lugar alberga flora y fauna usual de la estepa kazaja, incluyendo marmotas, lobos y el antílope saiga en peligro.